# Teinopodagrion caquetanum
Teinopodagrion caquetanum là loài chuồn chuồn trong họ Megapodagrionidae. Loài này được De Marmels mô tả khoa học đầu tiên năm 2001.